# Orbex
Orbex è una compagnia aerospaziale britannica che sta sviluppando un piccolo razzo vettore orbitale chiamato Prime. Orbex ha sede a Forres, Moray, nel Regno Unito e ha filiali in Danimarca e Germania. Propone di costruire il suo futuro complesso di lancio sulla penisola di A 'Mhòine, nel nord della Scozia.

## Panoramica
Orbex è stata fondata nel 2015 con l'obiettivo di offrire servizi di lancio commerciali e di nano e microsatelliti, in particolare CubeSat in orbite polari ed eliosincrone. A luglio 2018, Orbex ha ottenuto £ 30 milioni ($ 39,6 milioni) in finanziamenti pubblici e privati per lo sviluppo del suo sistema di lancio orbitale, chiamato Prime. Orbex prevede di costruire una fabbrica in Scozia che impiegherà 150 persone. Attualmente, la società sta lavorando all'approvazione dello spazioporto di Sutherland, nel nord della Scozia, e sta sviluppando il veicolo Prime.
Lo spazioporto di Sutherland, nel nord della Scozia, sarebbe stato condiviso con l'azienda neozelandese Rocket Lab per lanciare il suo razzo Electron, ma poiché i due veicoli (Electron e Prime) usano propellenti diversi, le due compagnie avranno due piattaforme di lancio separate condividendo alcune infrastrutture comuni. La compagnia prevede inoltre il lancio da un futuro spazioporto portoghese nelle Azzorre.

## Razzo Prime
Orbex sta attualmente sviluppando un lanciatore a due stadi chiamato Prime, e il primo stadio dovrebbe essere riutilizzabile. Utilizzerà un bi propellente atossico costituito da ossigeno liquido e propano. Uno dei vantaggi dell'utilizzo del propano è la liquefazione a temperature criogeniche, il che consente un design in cui un serbatoio centrale di propano in fibra di carbonio è circondato da un serbatoio esterno di ossigeno liquido, creando una massa strutturale leggera. Sarà in grado di lanciare carichi utili fino a 150 chilogrammi (330 lb) in un'orbita eliosincrona a 500 km.
Il primo volo di Prime è previsto per la fine del 2022 e sarà per l'azienda Surrey Satellite Technology Ltd. Orbex ha anche annunciato di avere ottenuto un contratto dalla startup di nanosatelliti Astrocast per lanciare i propri satelliti per le comunicazioni.